# Warnstreik

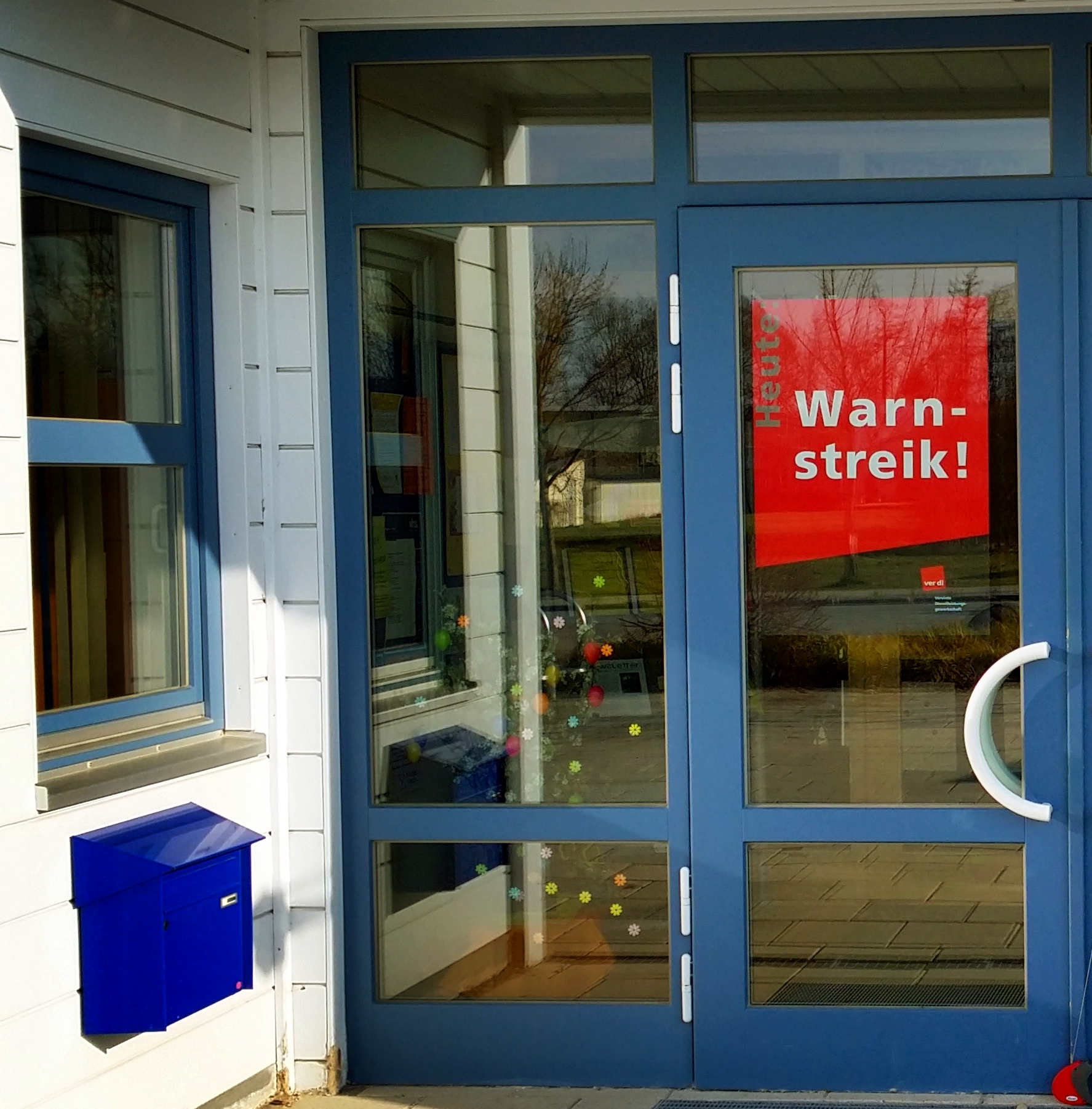
Infoplakat über einen Warnstreik

Der Warnstreik ist ein Unterfall der üblichen Arbeitsniederlegung von Arbeitnehmern in Form eines kurzen Streiks in einem Betrieb in sachlichem und zeitlichem Zusammenhang mit laufenden Tarifverhandlungen (BAGE 28,295). Zweck eines Warnstreiks ist es, durch die Ausübung von Druck Tarifverhandlungen zu erzwingen oder aber festgefahrene Tarifverhandlungen zu beleben. Ein Warnstreik kann ohne Urabstimmung stattfinden.
Streiks, also auch Warnstreiks, sind in Deutschland als Mittel des Arbeitskampfes durch das Grundgesetz gewährleistet. Der Art. 9 GG schützt verfassungsrechtlich die sogenannte Tarifautonomie und die Maßnahmen, die hierfür erforderlich sind. Der Streik ist ein Grundrecht zur Durchsetzung tariflicher Forderungen.
Das Bundesarbeitsgericht (BAG) hat festgelegt, dass auch bei Warnstreiks das sogenannte Ultima-Ratio-Prinzip gilt (siehe BAG GS v. AP Nr. 43 zu Art. 9 GG Arbeitskampf), welches besagt, dass Arbeitskampfmaßnahmen erst nach Scheitern der Tarifverhandlungen ergriffen werden dürfen.
Eine förmliche Erklärung, dass die Tarifverhandlungen gescheitert sind, ist hierfür nicht nötig. Allein die Tatsache, dass Gewerkschaften zu Warnstreiks aufrufen, macht klar, dass sie die Verhandlungen zurzeit als gescheitert betrachten (Entscheidung des BAG vom 21. Juni 1988).
Die Teilnahme an einem rechtmäßigen (Warn-)Streik stellt keine Verletzung des Arbeitsvertrages dar. Maßregelungen durch den Arbeitgeber wegen der Teilnahme an einem Streik sind verboten. Der bestreikte Arbeitgeber darf deshalb dem streikenden Arbeitnehmer nicht kündigen. Nach Ende des Streiks besteht ein Anspruch auf Weiterbeschäftigung.
Während des Streiks ruht das Arbeitsverhältnis.
Der Arbeitnehmer braucht keine Arbeitsleistung zu erbringen. Ein Anspruch auf Arbeitsentgelt besteht für die Dauer des Streiks nicht.